# Jussieu (metropolitana di Parigi)
Jussieu è una stazione delle linee 7 e 10 della metropolitana di Parigi.

## La stazione
La stazione venne inaugurata il 26 aprile 1931. Essa aveva il nome di Jussieu — Halle-aux-vins poi modificato semplicemente in  Jussieu. La seconda parte del nome originario si riferiva alla piccola Halle aux vins, creata da Napoleone e ormai scomparsa, al cui posto si trova, dal 1957, il campus de Jussieu.
Jussieu è il nome di una famiglia che si occupava di botanica e storia naturale.

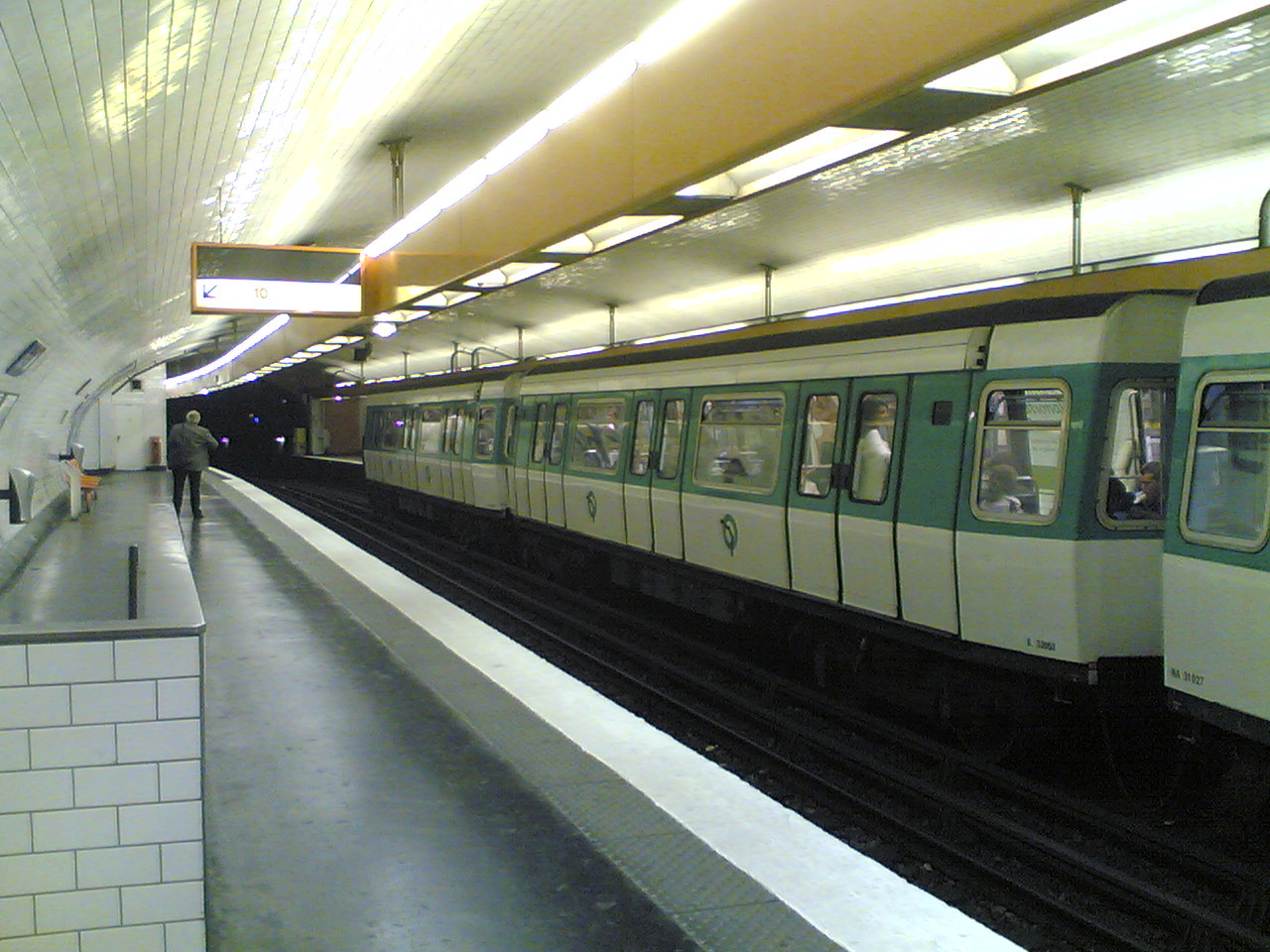
Banchina della linea 7
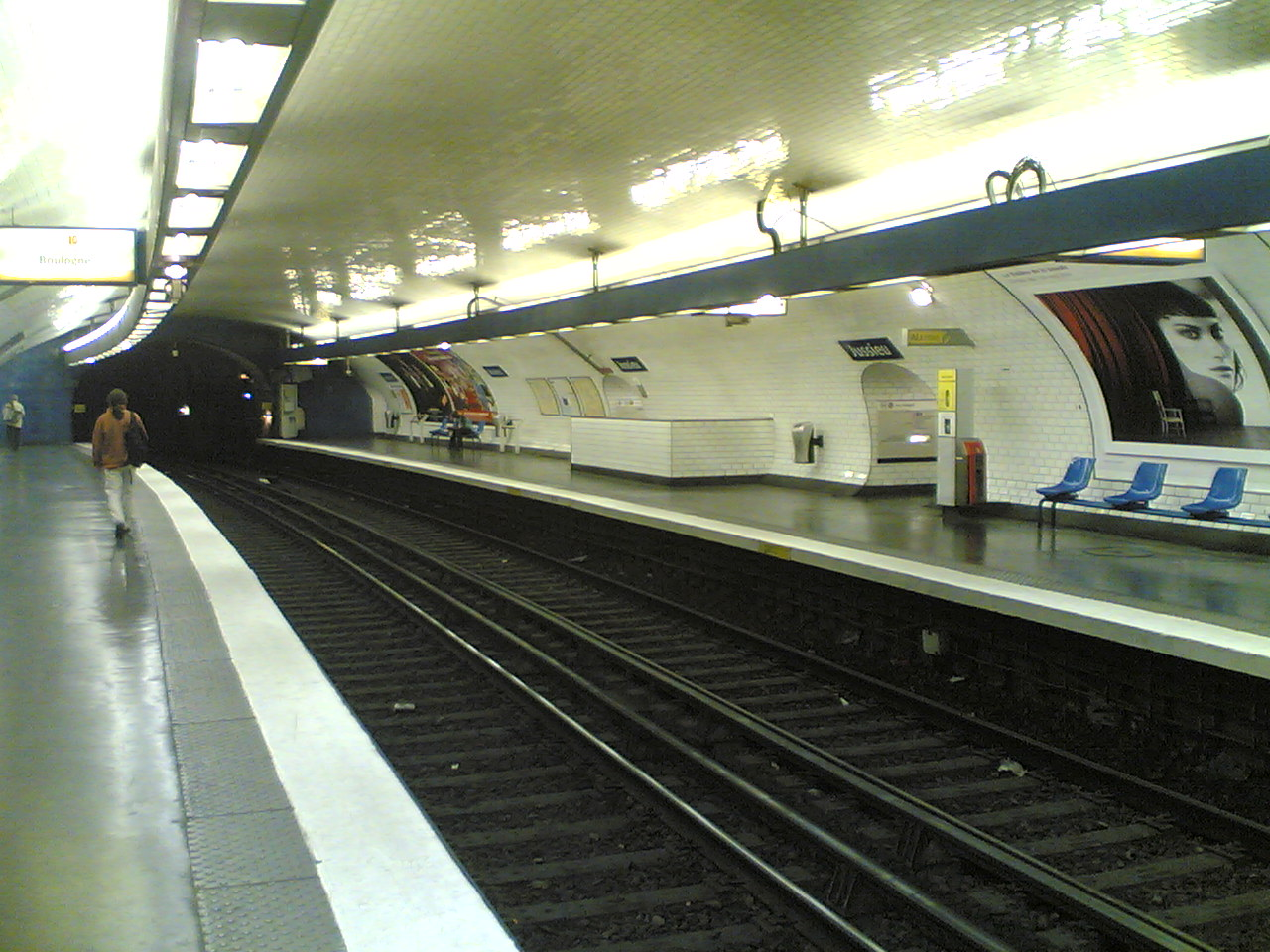
Banchina della linea 10

## Interscambi
- Bus RATP - 67, 89